# Abdel Fattah al-Burhan

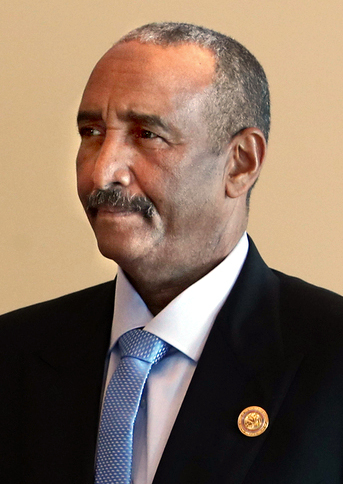
Abdel Fattah al-Burhan in 2019

Abdel Fattah Abdelrahman Burhan ( Arabisch : عبد الفتاح عبد الرحمن البرهان ) (Shendi, 11 april 1960) is een Soedanese luitenant-generaal en politicus, die sinds 12 april 2019 voorzitter van de overgangsraad en daarmee effectief staatshoofd van Soedan is. Daarvoor was hij inspecteur-generaal van de Soedanese Volkskrijgsmacht en commandant van de landmacht.
Al-Burhan kwam in 2019 aan de macht na het aftreden van voorzitter Ahmed Awad Ibn Auf. In mei 2019 ging hij voor zijn eerste staatsbezoek naar Egypte en ontmoette hij president Abdul Fattah Al-Sisi. Voor zijn tweede staatsbezoek bezocht hij de Verenigde Arabische Emiraten. In 2020 ontmoette hij de Amerikaanse minister van Buitenlandse Zaken Mike Pompeo in Khartoem.
Op 25 oktober 2021 vond in Soedan een  militaire staatsgreep plaats, waarbij premier Abdalla Hamdok samen met een aantal andere hoge functionarissen werd afgezet en opgepakt. Generaal Abdel Fattah al-Burhan nam hierna officieel de macht over en liet de regering ontbinden. Hij riep de noodtoestand uit en verklaarde dat de nieuwe regering tot de verkiezingen van 2023 aan zou blijven. In november 2021 werd bekendgemaakt dat Hamdok en de legerleiding van Soedan een overeenkomst hadden gesloten waardoor Hamdok weer premier werd. Hierna volgden echter demonstraties in het land, omdat o.a. getwijfeld werd aan Hamdoks daadwerkelijke machtspositie. Hamdok trad in februari 2022 af als premier. Sindsdien is Abdel Fattah Abdelrahman Burhan weer de leider van Soedan en strijdt hij tegen de Rapid Support Forces (RSF, onder leiding van Mohamed Hamdan Dagalo) in het land.